# Габышев, Михаил Фёдорович
Михаил Фёдорович Габышев (29 октября 1902 — 1 сентября 1958) — учёный, доктор экономических наук, коллекционер.

## Биография
Михаил Федорович Габышев родился 29 октября 1902 года в селе Юнкюр Олекминского улуса Якутии.
Окончил Коммунистический университет им. Я. М. Свердлова и Институт народного хозяйства им. Г. В. Плеханова.
В 1928 году — нарком земледелия Якутской республики.
В 1931—1934 годах — аспирант Московского научно-исследовательского совхозного института.
В 1937 году — защитил кандидатскую диссертацию, младший научный сотрудник, руководитель научного отдела Московского научно-исследовательского совхозного института; в 1937—1938 годах — старший научный сотрудник Всесоюзного НИИ экономики сельского хозяйства.
С 1938 году — начальник технического отдела Народного комиссариата совхозов СССР.
В 1939 году — защитил диссертацию на соискание учёной степени доктора экономических наук; руководитель кафедры экономики и организации Московского пушно-мехового института. С 1940 года — профессор Московского пушно-мехового института.
В 1945—1947 годах Михаил Габышев организовал и провёл комплексную экспедицию по изучению табунного коневодства в Якутии;
1947 г. — присвоено почётное звание заслуженного деятеля науки Якутской АССР.
В 1954—1958 годах — директор Белорусского НИИ животноводства АН БССР, руководитель аспирантов и докторантов в Институте экономики АН СССР.
Автор монографий «Якутская лошадь», «Кормовые травы Якутии», «Якутское коневодство: Экономика и организация табунного коневодства в Якутской АССР».
Десятки лет М. Ф. Габышев занимался коллекционированием произведений западноевропейской живописи. Им собрано около 300 картин, гравюр и скульптур, которые он мечтал принести в дар трудящимся Якутии. На основе картин из коллекции М. Ф. Габышева в 1970 году был открыт Музей западноевропейского искусства, преобразованный в 1995 году в Галерею зарубежного искусства имени профессора М. Ф. Габышева.
Награждён орденом Трудового Красного Знамени.
Умер 1 сентября 1958 года, похоронен на Ваганьковском кладбище (18 участок). в родственной  могиле  похоронен  сын Габышев Лев Михайлович (1923–1975), русский и якутский художник и искусствовед, заслуженный деятель искусств Республики Саха-Якутия.